# جاك هاريس (مغن مؤلف)
جاك هاريس (بالإنجليزية: Jack Harris)‏ هو مغن مؤلف بريطاني، ولد في 1986 في Builth Wells ‏ في المملكة المتحدة.

## وصلات خارجية
- جاك هاريس على موقع ميوزك برينز (الإنجليزية)
- جاك هاريس على موقع ديسكوغز (الإنجليزية)